# Goldstraße 18 (Quedlinburg)

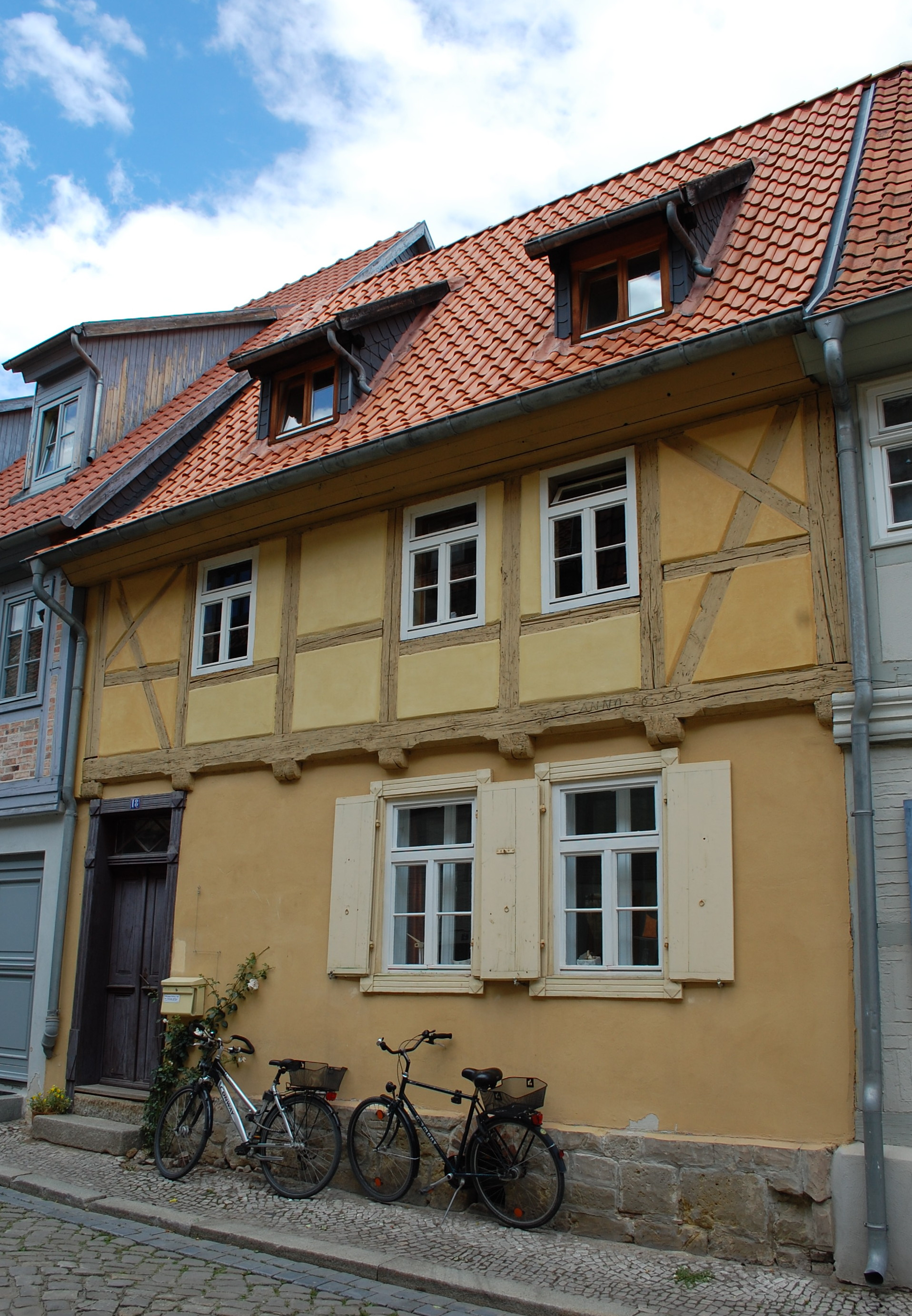
Goldstraße 18

Das Haus Goldstraße 18 ist ein denkmalgeschütztes Gebäude in Quedlinburg in Sachsen-Anhalt. Es gehört zum UNESCO-Weltkulturerbe.

## Lage
Das im Quedlinburger Denkmalverzeichnis eingetragene Haus befindet sich im nördlichen Teil der Quedlinburger Altstadt auf der Nordseite der Goldstraße.

## Architektur und Geschichte
Nach der an der Stockschwelle befindlichen Inschrift AS. Anno 1660 entstand das zweigeschossige Fachwerkhaus im Jahr 1660 durch den Quedlinburger Zimmermeister Andreas Schröder. Die Fachwerkfassade ist reich gestaltet. Es verfügt über eine barocke Fase. Die an den Ecken des Obergeschosses befindlichen Gefache weisen die Form des Halben Manns auf. Die Haustür ist klassizistisch.